# حرب برية

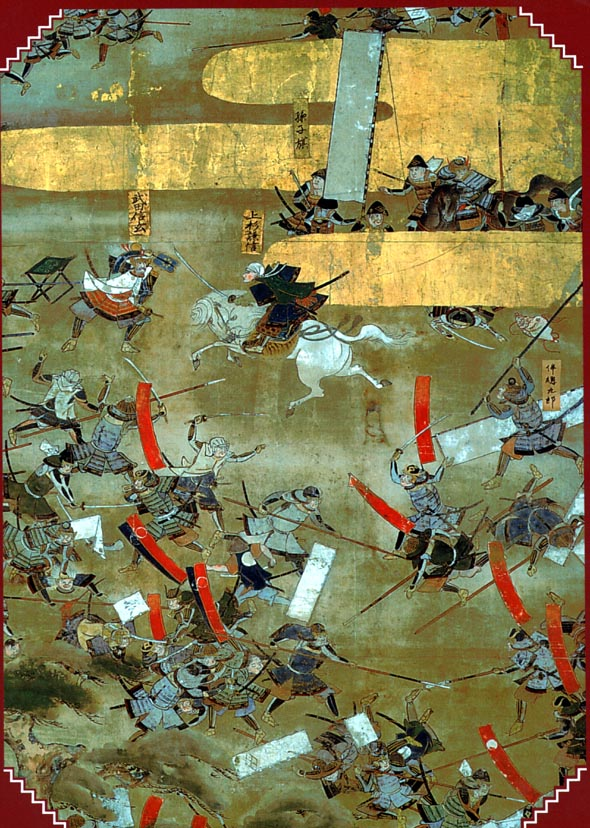

الحرب البرية مصطلح يطلق على العمليات العسكرية التي يتم إجراؤها على سطح الأرض وتتميز الحرب البرية باستعمال أسلحة ومعدات مختلفة كما يمكن أن تتم في تضاريس وحالات جوية مختلفة و للحرب البرية صلة مباشرة بالدفاع عن الأوطان فهي أساس الدراسات الحربية وهي محور سياسات الأمن القومي من حيث التخطيط والأمور المالية و قد تضمنت معظم الحروب البرية منذ الحرب العالمية الثانية ثلاثة أنواع من الوحدات القتالية وهي المشاة، والمدرعات والمدفعية.